# Psychomyia meyi
Psychomyia meyi är en nattsländeart som beskrevs av Schmid 1997. Psychomyia meyi ingår i släktet Psychomyia och familjen tunnelnattsländor. Inga underarter finns listade i Catalogue of Life.